# کورتیس (آلاباما)
کورتیس (به انگلیسی: Curtis) یک منطقهٔ مسکونی در ایالات متحده آمریکا است که در شهرستان کافی، آلاباما واقع شده‌است. کورتیس ۱۳۴٫۱۱ متر بالاتر از سطح دریا واقع شده‌است.